# Азербайджан (топонім)
Азербайджан — топонім, який у різний час застосовувався до різних територій, а також назва сучасної держави у Східному Закавказзі.

## Етимологія
Топонім «Азербайджан» походить від парфянського та середньоперського Атурпатакан (Āturpātakān) — назви давньої держави Атропатена або Мідія Атропатена. Мідією Атропатеною (перс. Мад-і-Атурпаткан, Мідія Атропатова), або просто Атропатеною, після навали Олександра Македонського стали називати північну частину Мідії, де створив собі царство останній ахеменідський сатрап Мідії Атропат (Атурпатак). Ім'я Атропат утворене з давньоперського «Āturpāt» — жрець-вогнепоклонник (букв. «охоронець вогню»).
Інша її назва в античних авторів — Мала Мідія. Від назви «Атурпаткан» через середньоперське «Адербадган» (перс. Âzarâbâdagân) походить сучасна назва Азербайджан. Країну населяли іраномовні племена мідійців. Географічно історична Мідія Атропатена була розташована здебільшого на території нинішнього Іранського Азербайджану в Ірані та в південно-східних районах Азербайджанської Республіки й обмежувалася Араксом. Середньовічні арабські географи тлумачили назву інакше, виводячи її, як наслідок народної етимології, від особистого імені Адарбадор — «храм вогню» або «хранитель вогню» (від слів «адар» — вогонь і «байкан» — зберігач), тим більше що в Атропатені було справді багато зороастрійських храмів з незгасними вогнями. Так, наприклад, Якут аль-Хамаві писав: «Дехто вважає, що Азар означає „вогонь“ пехлевійською мовою, а байган — „сторож“ або „охоронець вогню“ і тому слово означає „храм вогню“ або „охоронець вогню“, що ближче до істини, бо храмів вогню в цих краях було дуже багато».
Азербайджанський історик ХІХ століття Аббас Кулі Ага Бакіханов пов'язував походження слова «Азербайджан» з ім'ям знаменитого полководця Бабека, який очолював повстання іранських хурамітів проти Арабського халіфату в цьому регіоні. Бакіханов у своїй праці «Гюлістан-і Ірам» писав: «Здається, що назва Азербайджан походить від слова Азер-Бебеган, яке араби вимовляють Азербабеджан, що означає: „Вогонь Бабека“. Як би там не було, вогнепоклонство, наскільки нам відомо, отримало свій початок у краї, званому нині Азербайджан».

## Поширення назви

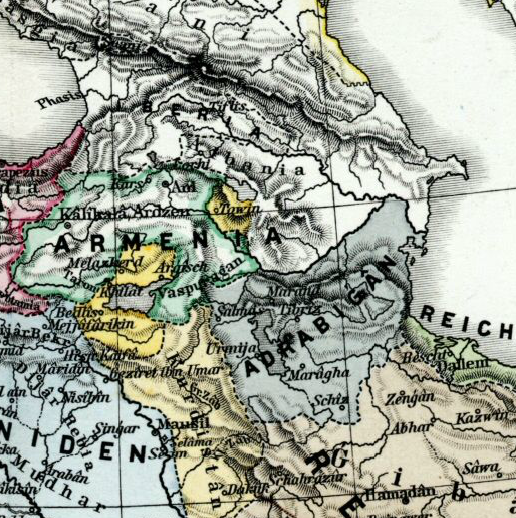
Азербайджан («Adrabigan») на «Карті ісламських країн епохи Буїдів» 1877 року

До 1918 року (проголошення Азербайджанської Демократичної Республіки на територіях Східного та Південного Закавказзя) під Азербайджаном розуміли, перш за все, територію навколо озера Урмія, що колись зайняту Атропатеною, на південь від річки Аракс.

### Середньовіччя
Середньовічний арабський історик, географ і мандрівник X століття Аль-Масуді зазначав, що територія, до якої застосовувано топонім Азербайджан, розширювалася і на північ від Аракса. Муганський степ на північному сході включав у Азербайджан також Ібн Хордадбег, але не включали інші географи. Останній описує Арран та Азербайджан окремо. Історичним центром Азербайджану завжди була гірська територія на схід від озера Урмія. Таким чином, у період ранньої арабської географії Азербайджан охоплював переважно північно-західну частину Іранського плато, а його межі не дуже відрізнялися від нинішніх північних кордонів Ірану. У будь-якому разі, з боку низовин Закавказзя область ледь перевищувала русло Аракса. Російський сходознавець В. Бартольд зазначає, що Аракс був межею між Азербайджаном та Арраном. Згідно з британським антропологом Річардом Таппером область Мугань розташована в історичному Азербайджані.
У творі «Нузхат ал-кулуб» Хамдаллаха Казвіні (XIV століття) Нахічевань та Ордубад на лівому березі річки Аракс віднесено до Азербайджану.

### Новий час
За Сефевідів, на деякий час, з метою отримання податкових надходжень, певні землі на північ від Араксу приєднано до провінції Азербайджан. Відповідно до енциклопедії «Іраніка», терміном «Азербайджан» за Сефевідів (XVI—XVII ст.) позначали деякі території на північ від Араксу, які адміністративно підлягали намісникам провінції Азербайджан, але після падіння Сефевідів поступово таке його застосування припинилося; азербайджанські автори XIX століття з Росії (Мірза Адігезаль-бек і Мірза Джамал Джеваншір) вживають його тільки стосовно земель на південь від Араксу. У період Сефевідів, на думку М. Аткіна, назву «Азербайджан» застосовували до всіх мусульманських ханств Східного Кавказу, а також області на південь від річки Аракс.
В офіційній хроніці Ага Мохаммеда Каджара авторства Сараві зазначено, що Каджари за походженням були з «подібної до раю провінції Сирія» (Velayat-e eram-neshan-e Sham) до того, як «перлина (племені) зупинилася й оселилася і пустила коріння в скарбниці Гянджі в Азербайджані» (in javaher ra ganjineh-ye Ganjeh-ye Azarbaijan tavaqqof va tamakkon va tavatton etefaq oftad).
За імператора Олександра III (1881—1894) європейські вчені та журналісти потроху стали використовувати термін «Азербайджан» на позначення земель Ширвану та Аррану, виділених у Бакинську та Єлизаветпольську губернії. У Росії цей приклад наслідували лише після 1917 року внаслідок того, що на цих землях жили споріднені перським азербайджанські тюрки.

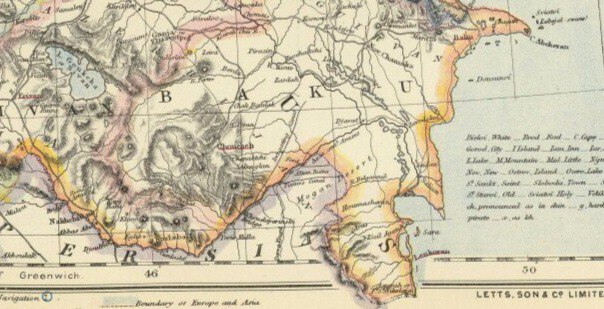
Азербайджан (Azerbijan) на карті 1883 року

Генеральний консул Великої Британії в Персії Кіт Ебботт повідомляв 1863 року, що «країна, відома персам як Азербайджан, поділена між ними та Росією, при цьому останній належить близько п'яти восьмих від загальної площі, яка за грубими оцінками займає територію приблизно 80 000 квадратних миль, або приблизно відповідає розміру Великої Британії; таким чином, 50 000 квадратних миль — це частка, що належить Росії, та 30 000 залишається за Персією».

### Новітній час
Термін «Азербайджан» уперше використано як офіційну назву держави 28 травня 1918 року — тоді проголошено Азербайджанську Демократичну Республіку, більша частина території якої відповідає історичним областям Арран і Ширван. Однак ще на початку 1920-х років назва «Азербайджан» у Закавказзі недостатньо усталилась.
Провідні фахівці з історії регіону І. М. Дьяконов і В. Ф. Мінорський зазначають, що до XX століття термін «Азербайджан» уживався тільки щодо тюркомовного регіону північно-західного Ірану. На думку В. В. Бартольда, «якщо потрібно було б придумати термін для всіх областей, які об'єднує зараз Азербайджанська Республіка, то, найпевніш, можна було б прийняти назву Арран».
15—20 квітня 1917 року в Баку відбулося засідання Конгресу мусульман Кавказу, де зроблено першу спробу визначити азербайджанські прагнення в умовах нового революційного перевороту. Під час засідання Конгресу почуто відверті вимоги автономного статусу для Азербайджану. Але на пропозицію Гаджі Зейналабдіна Тагієва саму назву «Азербайджан» з остаточного тексту резолюції прибрано.

Карта Азербайджанської Демократичної Республіки, представлена МЗС АДР на Паризькій мирній конференції

28 травня 1918 року мусульманська фракція Закавказького сейму на своєму засіданні ухвалила рішення декларувати незалежність кавказької держави Азербайджан, оголосивши себе Тимчасовою Національною радою Азербайджану. У радіограмі міністрам закордонних справ низки держав про проголошення незалежності Азербайджану прем'єр Фаталі Хан-Хойський вважав за необхідне зробити таке пояснення: «Азербайджан, що складається зі східного та південного Закавказзя». Однак Іран відповів на цю декларацію протестом, підозрюючи нову республіку в зазіханнях на свою північно-західну провінцію. Уряд Азербайджанської Демократичної Республіки, щоб розвіяти іранські побоювання, використав у своїх документах для звернення за кордоном термін «Кавказький Азербайджан». Отже, антиросійськи налаштовані сепаратисти вжили назву «Азербайджан» і для Аррану, однієї з історичних областей Великого Ірану, включивши території ханств, які раніше тут існували.
В. В. Бартольд, І. М. Дьяконов і В. А. Шнірельман вважають, що підозра іранської влади мала реальні підстави, оскільки при створенні Азербайджану мусаватисти вважали, що він становитиме єдине ціле з Іранським Азербайджаном. Австрійський іраніст Берт Фраґнер зазначає, що вже в СРСР, відповідно до принципів радянського націоналізму, регіон Азербайджан переосмислено як «Південний Азербайджан» з метою звільнення та возз'єднання його з Азербайджанською Республікою, трактованою як «Північний Азербайджан», що Фраґнер вважає загарбницькою маніпуляцією.